# キリスト者の自由

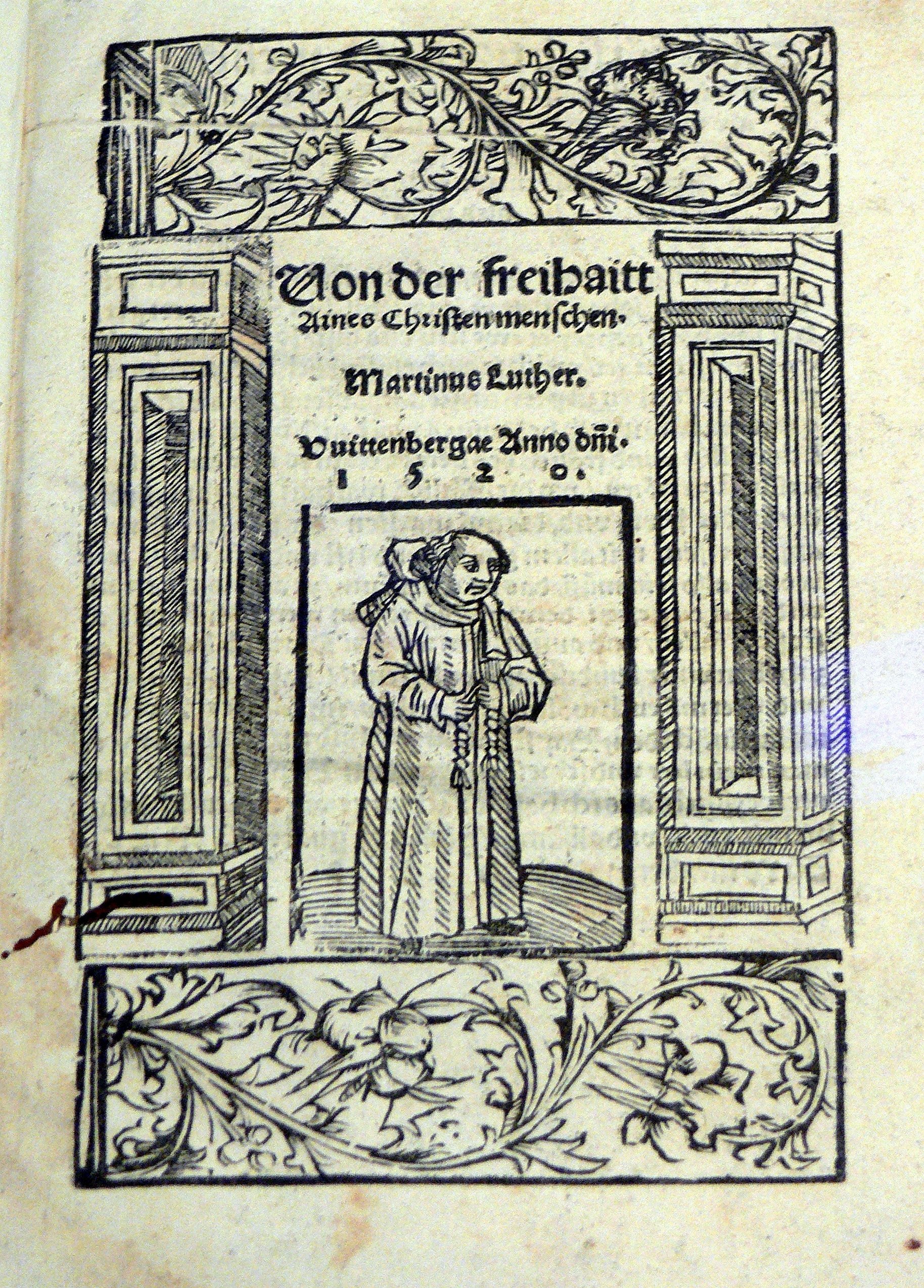
『キリスト者の自由』の表紙 (1520)

『キリスト者の自由』（キリストしゃのじゆう、ドイツ語: Von der Freiheit eines Christenmenschen、ラテン語: De libertate christiana）は、1520年にヴィッテンベルクで発表されたマルティン・ルターの著書。ドイツ宗教改革者としてのルターの最も優れた内容の小品であると評され、通例、『教会のバビロニア捕囚についての序曲』および『ドイツのキリスト者貴族に与える書』と並べて、宗教改革三大文書（または三大改革論）と呼ばれる。

## 概要
原書はラテン語版とドイツ語版の2つがあり、それぞれに多少表現や体裁が異なる。ドイツ語版が30節に分けられているのに対して、ラテン語版は節分けされておらず、どちらが先に書かれたかははっきりしないが、刊行はドイツ語版が先である。
この文書は、1519年のライプツィヒ討論の後に、ザクセン選帝侯フリードリヒ3世のもとに特使として派遣されたカール・フォン・ミルティッツの勧めで、ルターが、教皇への恭順と、建徳と信仰の精神を示すために執筆したものであり、ラテン語版は『教皇レオ10世に捧げる書』と共に教皇レオ10世に献呈されているが、他方でドイツ語版は、一般にも公開するために後援者の1人であったツヴィッカウ市長ヒエロニムス・ミュルフォルトに捧げられ、民衆に向けて書かれたものである。
ルターは、叙述を「内なる人」と「外なる人」との二部に分け、人間がどのようにしてキリスト者と呼ばれるようになるかを前半で語り、キリスト者となった人間がどのように働くかを後半で語った。冒頭には、一見すると矛盾するような2つの有名な命題を掲示される。
| 「                                              | キリスト者は、あらゆるもの、最も自由な主であって、何ものにも隷属していない キリスト者は、あらゆるもの、最も義務を負うている僕であって、すべてのものに隷属している | 」 |
| —マルティン・ルター（『キリスト者の自由』より） | |    |

ルターにとってキリスト者は「同時に義人であって罪人」であり、自由と奉仕の矛盾が内的な信仰による自由と、そこから生じる外的な愛による奉仕とに分けて論じられ、キリスト者は信仰と愛のうちに生きてこそ自由を実現しうることが強調されている。
また、ルターによれば、人間は神の独占活動によって（キリスト者としての）活動にかりたてられているのであり、教会内での（外なる人あるいは現世的な）司祭（神父）の自惚れた態度や階級制度は批判され、万人祭司こそが正しいと主張される。
ルターは、キリスト者の宗教的自由は何ものにも妨げられないのであるから、教会組織に忠誠を誓うのではなく、自己愛を捨てて、神や隣人に積極的に尽くすように呼び掛け、「天の父がキリストにより私たちに無報酬で助けをもたらしていたもうように…（中略）…私たちの隣人を助け、おのおのお互いに他人に対して、いわばキリストとなるべきである。こうして私たちはキリストのものとなり、同一のキリストがすべてのうちにありたもう。すなわち、これがまことのキリスト者である」と説いた。

## 日本語訳
- マルテイン・ルツター『基督者の自由とその研究』 佐藤繁彦 訳、ルッター研究会 1934年。
- マルティン・ルター『キリスト者の自由』 徳沢得二 訳, 熊野義孝 註解、小石川書房 1949年。[6]
  - マルティン・ルター『キリスト者の自由』 徳沢得二 訳、「世界の大思想」河出書房新社、ワイド版2005年
- マルティン・ルター『キリスト者の自由・聖書への序言』 石原謙訳、岩波書店〈岩波文庫〉、1955年、改版1993年。ISBN 978-4003380819
- マルティン・ルター『九十五個条の提題　キリスト者の自由』緒方純雄・山内宣 訳、聖文舎〈ルター著作集分冊 1〉、1983年。
- マルティン・ルター『キリスト者の自由』 田中理夫 訳、聖燈社 2001年（初版1954年）。ISBN 4915338118。
- マルティン・ルター『キリスト者の自由 訳と注解』 徳善義和 訳、教文館 2011年。ISBN 978-4764266919。
- マルティン・ルター『宗教改革三大文書　付「九五箇条の提題」』 深井智朗訳、講談社学術文庫、2017年。ISBN 978-4062924566